# Цабель, Марк
Марк Ца́бель (нем. Mark Zabel; 12 августа 1973, Кальбе) — немецкий гребец-байдарочник, выступал за сборную Германии во второй половине 1990-х — первой половине 2000-х годов. Чемпион летних Олимпийских игр в Атланте, обладатель двух серебряных олимпийских медалей, шесть раз чемпион мира, дважды чемпион Европы, многократный победитель и призёр первенств национального значения.

## Биография
Марк Цабель родился 12 августа 1973 года в городе Кальбе, федеральная земля Саксония-Анхальт. Активно заниматься греблей на байдарке начал в возрасте четырнадцати лет, проходил подготовку в местной гребной секции и в специализированном спортивном клубе в Магдебурге.
Первого серьёзного успеха на взрослом международном уровне добился в сезоне 1995 года, когда попал в основной состав немецкой национальной сборной и побывал на домашнем чемпионате мира в Дуйсбурге, откуда привёз сразу три награды разного достоинства: в четвёрках выиграл бронзу на двухстах метрах, серебро на пятистах и золото на тысяче. Благодаря череде удачных выступлений удостоился права защищать честь страны на летних Олимпийских играх 1996 года в Атланте, где вместе с четырёхместным экипажем, куда также вошли гребцы Томас Райнек, Олаф Винтер и Детлеф Хофман, завоевал в программе 1000 метров золотую олимпийскую медаль.
В 1997 году на чемпионате мира в канадском Дартмуте Цабель в точности повторил результат предыдущего раза, в четвёрках вновь выиграл бронзу на двухстах метрах, серебро на пятистах и золото на тысяче. Год спустя на мировом первенстве в венгерском Сегеде сделал золотой дубль, одержал победу сразу на двух дистанциях байдарок-четвёрок — на 500 и 1000 м. Ещё через год на аналогичных соревнованиях в Милане защитил чемпионское звание в четвёрках на пятистах метрах, однако на тысяче вынужден был довольствоваться серебром, в решающем заезде проиграл команде Венгрии.
В 2000 году дебютировал в зачёте европейских первенств, на турнире в польской Познани добыл две золотые медали в заездах на километр и полкилометра. Будучи одним из лидеров немецкой национальной сборной, успешно прошёл квалификацию на Олимпийские игры в Сиднее, где в составе экипажа Яна Шефера, Бьёрна Баха и Штефана Ульма в километровой программе четвёрок стал серебряным призёром — в финале их вновь опередили венгры.
После двух Олимпиад Цабель остался в основном составе сборной Германии и продолжил принимать участие в крупнейших международных регатах. Так, в 2001 году в четвёрках на тысяче метров он взял серебро на чемпионате Европы в Милане, а позже в той же дисциплине завоевал золото на чемпионате мира в Познани, став таким образом шестикратным чемпионом мира. В следующем сезоне получил серебряную медаль на мировом первенстве в испанской Севилье, в четвёрках на дистанции 1000 метров обогнал все экипажи кроме сборной Словакии. Затем на чемпионате мира 2003 года в американском Гейнсвилле показал в той же дисциплине третий результат, первыми и вторыми были Словакия и Венгрия соответственно. По окончании олимпийского цикла Марк Цабель отправился на Олимпийские игры 2004 года в Афины, где в четвёрках при участии Андреаса Иле, Бьёрна Баха и Штефана Ульма добавил в послужной список ещё одну серебряную медаль километровой дистанции.
В июле 2005 года Цабель объявил о завершении карьеры профессионального спортсмена. Впоследствии работал тренером по гребле на байдарках и каноэ в спортивном клубе своего родного города Кальбе, тренировал сборные команды Магдебурга и Саксонии-Анхальт. Женат, есть дочь.